# Jahvid Best
Pour les articles homonymes, voir Best.
(en) Statistiques sur pro-football-reference
Jahvid Andre Best, né le 30 janvier 1989 à Vallejo (Californie), est un joueur américain de football américain évoluant au poste de running back. En 2015, il décide de représenter Sainte-Lucie, le pays de son père, pour se qualifier pour les Jeux olympiques en athlétisme (sprint).
Étudiant à l'Université de Californie, il joue pour les California Golden Bears.
Il fut drafté en 2010 à la 30e place (premier tour) par les Lions de Détroit.
Le 2 avril 2016, il court le 100 m en 10 s 16 (+ 1,9 m/s) à La Jolla, ce qui lui donne le minima pour les Jeux olympiques de Rio. Sur 200 m, son record de 20 s 65 date de 2007.